# Jon Cryer

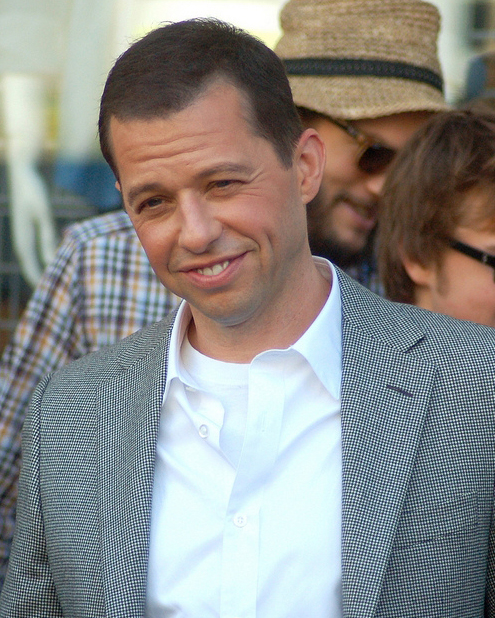
Jon Cryer (September 2011)

Jonathan „Jon“ Niven Cryer (* 16. April 1965 in New York City, New York) ist ein US-amerikanischer Schauspieler. Für seine langjährige Rolle als Alan Harper in der Sitcom-Serie Two and a Half Men erhielt er unter anderem zwei Emmys. Im April 2015 erschien sein Buch So That Happened über seine bisherige Karriere.

## Leben und Wirken

### Frühe Jahre
Jonathan Cryer kam 1965 als Sohn der Broadway-Schauspieler und -Sänger Donald David und Gretchen Cryer zur Welt. Im Alter von 12 Jahren entschied er sich, selbst eine Karriere als Schauspieler zu verfolgen. Bereits in seiner Schulzeit besuchte Cryer während der Ferien Schauspielkurse am Theatercamp Stagedoor Manor. Im Jahr 1983 machte er seinen High-School-Abschluss an der Bronx High School of Science, im folgenden Jahr begann er ein Studium an der Royal Academy of Dramatic Art in London.

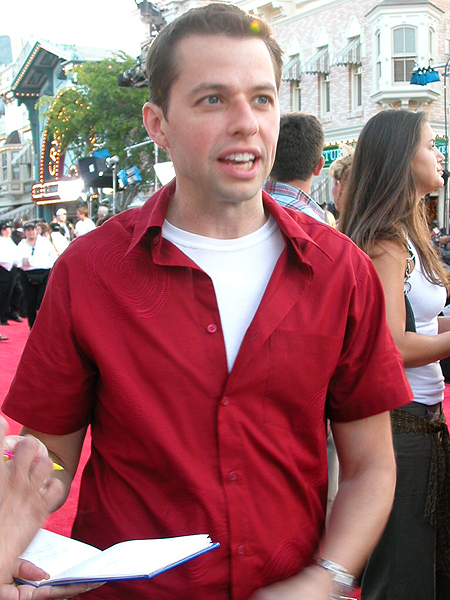
Jon Cryer bei der Premiere von Fluch der Karibik am 28. Juni 2003

### Karriere
Im Jahr 1984 spielte Jon Cryer seine erste Rolle als Protagonist in Jerry Schatzbergs Spielfilm Eine starke Nummer an der Seite von Demi Moore. In den folgenden Jahren hatte er hauptsächlich Auftritte in Komödien und Brat-Pack-Filmen wie etwa als „Duckie“ Dale in Pretty in Pink (1986), wodurch er seinen Bekanntheitsgrad weiter steigern konnte. Außerdem war Cryer im Jahr 1987 als Hauptdarsteller in Dudes – Halt mich fest, die Wüste bebt! und in Superman IV – Die Welt am Abgrund als Gegenspieler von Christopher Reeve zu sehen. Der Slapstick-Fliegerfilm Hot Shots! – Die Mutter aller Filme von 1991 brachte ihn erstmals mit Charlie Sheen und Ryan Stiles zusammen ins Kino.
In den 1990er Jahren spielte Cryer Hauptrollen in diversen Sitcoms wie The Famous Teddy Z, Getting Personal oder The Trouble with Normal, die jedoch alle wegen ihres geringen Erfolges relativ früh eingestellt wurden. Außerdem trat er in London im Theater auf. Eine Bewerbung für eine später von Matthew Perry übernommene Hauptrolle in der erfolgreichen Fernsehserie Friends scheiterte, da das per Post verschickte Castingvideo zu spät am Zielort eintraf. Für die Filme Die Sache mit den Frauen (1986) und Went to Coney Island on a Mission from God…. Be Back at Five (1998) fungierte er jeweils als Hauptdarsteller und Drehbuchschreiber.
Der Durchbruch als Fernsehdarsteller gelang Cryer im Jahr 2003 mit der Sitcom Two and a Half Men, für die er erneut mit Charlie Sheen und Ryan Stiles, aber auch mit Ashton Kutcher und Angus T. Jones vor der Kamera stand. Die Rolle des Tollpatsches Alan Jerome Harper brachte ihm in den Jahren 2006 bis 2008 drei Emmy-Nominierungen in Folge ein. Bei der Verleihung von 2009 konnte er dann den Emmy als bester Nebendarsteller in einer Comedy-Serie gewinnen. Mit einem Verdienst von 550.000 US-Dollar pro Folge gehörte Cryer zudem zu einem der bestbezahlten Comedy-Stars im US-Fernsehen. Die Serie endete im Februar 2015 nach 262 Folgen. Am 19. September 2011 erhielt er den 2449. Stern auf dem Hollywood Walk of Fame in der Kategorie Fernsehen. 
Im Jahr 2011 spielte er am Broadway neben Neil Patrick Harris eine Rolle im Musical Company.

### Privatleben
Von 1999 bis 2004 war Jon Cryer mit der britischen Schauspielerin Sarah Trigger verheiratet; beide haben einen gemeinsamen im Jahr 2000 geborenen Sohn. Im Juni 2007 heiratete Cryer die Journalistin und Fernsehmoderatorin Lisa Joyner, mit der er 2009 eine Tochter namens Daisy adoptierte.

## Filmografie (Auswahl)

### Als Schauspieler

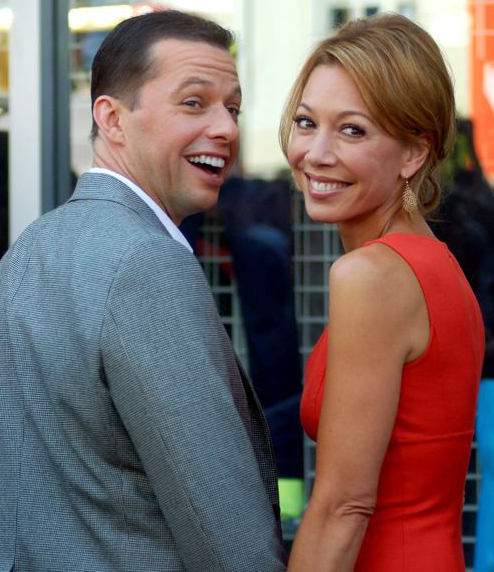
Jon Cryer mit seiner Ehefrau Lisa Joyner (September 2011)

- 1984: Eine starke Nummer (No Small Affair)
- 1985: In der Mittagsglut (Noon Wine, Fernsehfilm)
- 1985: Black Cats/Cool und abgefahren (O.C. and Stiggs)
- 1986: Pretty in Pink
- 1986: Unglaubliche Geschichten (Steven Spielberg’s Amazing Stories, Fernsehserie, Folge 2x02)
- 1987: Morgan räumt auf (Morgan Stewart’s Coming Home)
- 1987: Superman IV – Die Welt am Abgrund (Superman IV: The Quest for Peace)
- 1987: Dudes – Halt mich fest, die Wüste bebt! (Dudes)
- 1987: Inkognito (Hiding Out)
- 1988: Rap Master Ronnie: A Report Card
- 1989: Todes-Show (Penn & Teller Get Killed)
- 1989–1990: Teddy Z (The Famous Teddy Z, Fernsehserie)
- 1991: Hot Shots! – Die Mutter aller Filme (Hot Shots!)
- 1993: Mein täglicher Mord (Heads, Fernsehfilm)
- 1993: The Waiter
- 1995–1996: Partners (Fernsehserie)
- 1996: Outer Limits – Die unbekannte Dimension (The Outer Limits, Fernsehserie, Episode 2x21)
- 1996: Die Sache mit den Frauen (The Pompatus of Love)
- 1997: Glam
- 1997: It’s Good to Be King (Fernsehserie)
- 1997: Plan B – Für besondere Fälle (Plan B)
- 1997: Dharma & Greg (Fernsehserie, Episode 1x03)
- 1998: Went to Coney Island on a Mission from God … Be Back by Five
- 1998: Alles rein persönlich (Getting Personal, Fernsehserie, 17 Episoden)
- 1998: Der Guru (Holy Man)
- 1998: Mr. Show with Bob and David (Fernsehserie)
- 1998: Ein Trio zum Anbeißen (Two Guys, a Girl and a Pizza Place, Fernsehserie)
- 2000–2001: Der Club der nicht ganz Dichten (The Trouble With Normal, Fernsehserie)
- 2000: Clayton (Kurzfilm)
- 2000: Family Guy (Fernsehserie, Stimme)
- 2002: Die Welt und Andy Richter (Andy Richter Controls the Universe, Fernsehserie)
- 2002: Practice – Die Anwälte (The Practice, Fernsehserie)
- 2003: Hey Joel (Fernsehserie)
- 2003: Becker (Fernsehserie)
- 2003–2004: Stripperella (Fernsehserie, 3 Episoden)
- 2003–2015: Two and a Half Men (Fernsehserie, 262 Episoden)
- 2004: The Metro Chase (Fernsehfilm)
- 2005–2006: Danny Phantom (Fernsehserie, Stimme)
- 2006–2009: American Dad (Fernsehserie, Stimme)
- 2008: Unstable Fables: 3 Pigs & a Baby (Stimme)
- 2008: Tortured
- 2008: Stay Cool – Feuer & Flamme (Stay Cool)
- 2009: Weather Girl
- 2009: Das Geheimnis des Regenbogensteins (Shorts)
- 2010: Hannah Montana (Fernsehserie, 2 Episoden)
- 2010: Stichtag (Due Date)
- 2011: Company
- 2013: Ass Backwards – Die Schönsten sind wir (Ass Backwards)
- 2013: Mom (Fernsehserie, Episode 1x01)
- 2014: Das Date Gewitter (Hit by Lightning)
- 2015–2016: Navy CIS (NCIS, Fernsehserie, 3 Episoden)
- 2016: Lady Dynamite (Fernsehserie, Episode 1x01)
- 2016–2017: The Ranch (Fernsehserie, 2 Episoden)
- 2016–2017: The Great Indoors (Fernsehserie, Folge 22)
- 2017–2018: Justice League Action (Fernsehserie, 3 Episoden, Stimme)
- 2018: Will & Grace (Fernsehserie, Episode 10x06)
- 2019: Big Time Adolescence
- 2019–2021: Supergirl (Fernsehserie, 19 Episoden)
- 2019: The Flash (Fernsehserie, Episode 6x09)
- 2019: Batwoman (Fernsehserie, 1 Episode)
- 2020: Legends of Tomorrow (Fernsehserie, Episode 5x00)
- 2021: The Kominsky Method (Fernsehserie, 1 Episode)
- 2023–2024: Extended Family (Fernsehserie, 13 Episoden)

### Als Regisseur
- 2007–2014: Two and a half Men (4 Episoden)
- 2013–2016: Mom (2 Episoden)
- 2017: Disjointed (2 Episoden)

## Auszeichnungen und Nominierungen
Primetime Emmy Award
- 2006: Nominierung in der Kategorie „Bester Nebendarsteller in einer Comedyserie“ als „Alan Harper“ in Two and a Half Men
- 2007: Nominierung in der Kategorie „Bester Nebendarsteller in einer Comedyserie“ als „Alan Harper“ in Two and a Half Men
- 2008: Nominierung in der Kategorie „Bester Nebendarsteller in einer Comedyserie“ als „Alan Harper“ in Two and a Half Men
- 2009: Auszeichnung in der Kategorie „Bester Nebendarsteller in einer Comedyserie“ als „Alan Harper“ in Two and a Half Men
- 2010: Nominierung in der Kategorie „Bester Nebendarsteller in einer Comedyserie“ als „Alan Harper“ in Two and a Half Men
- 2011: Nominierung in der Kategorie „Bester Nebendarsteller in einer Comedyserie“ als „Alan Harper“ in Two and a Half Men
- 2012: Auszeichnung in der Kategorie „Bester Hauptdarsteller in einer Comedyserie“ als „Alan Harper“ in Two and a Half Men

Screen Actors Guild Awards
- 2012: Nominierung in der Kategorie „Bester Darsteller in einer Comedyserie“ als „Alan Harper“ in Two and a Half Men

Austin Film Festival
- 1998: Auszeichnung in der Kategorie „Spezialpreis“ in Went to Coney Island on a Mission from God … Be Back by Five

WorldFest Flagstaff
- 2000: Auszeichnung in der Kategorie „Golden Award“ in Went to Coney Island on a Mission from God … Be Back by Five

TV Land Awards
- 2009: Auszeichnung in der Kategorie „Future Classic Award“ in Two and a Half Men (mit dem restlichen Cast)

Hollywood Walk of Fame
- 2011: Stern auf dem Walk of Fame

## Sonstiges
- Seine deutsche Synchronstimme leiht ihm Viktor Neumann.
- Jon Cryer wird, da eine gewisse äußerliche Ähnlichkeit besteht, des Öfteren mit Matthew Broderick verwechselt. Dies wird in einer Two-and-a-Half-Men-Folge parodiert, in der er sich zweimal als Broderick ausgibt.[5][6]